# Ait Ikkou
Ait Ikkou  (in arabo أيت  إيكو‎?) è un centro abitato e comune rurale del Marocco situato nella provincia di Khémisset, regione di Rabat-Salé-Kénitra. Conta una popolazione di 8 865 abitanti (censimento 2014).